# Ultimi versi (Rimbaud)
Derniers vers è una raccolta di poesie di Arthur Rimbaud, riferite alla sua ultima produzione poetica, composta tra il maggio e l'agosto del 1872.

## Poetica
Le precedenti Poésies raramente, o paradossalmente, riescono ad essere delle vere e proprie poesie, poiché vi è sempre una tara, come suggerisce Ivos Margoni, un bisogno quasi spasmodico di manifestare un qualcosa di negativo, come la rabbia e l'insofferenza. Queste si rivolgono contro il Dio obeso (L'Homme juste) dei benpensanti, contro i bibliotecari (Les Assis), diventa polemica sociale, politica (Chant de guerre parisien) e addirittura letteraria, come ad esempio l'emblematica rottura con i parnassiani, anche se non proprio in modo formale, segnalata dal manifesto Rimbaudiano di Ce qu'on dit au Poètes à propos de fleurs, una lunga poesia, inserita in una lettera indirizzata a Théodore de Banville .
Ma con i Derniers vers tutto sembra, almeno apparentemente, placarsi; sono momenti di abbandono molto proficui, dove emergono finalmente i tratti, insuperati, di una poetica. 
Il lati negativi, la polemica, la rivolta, vengono interiorizzati...
(Arthur Rimbaud, Derniers Vers, Honte)
Ed è proprio la preghiera, non nel senso cristiano del termine, ma nell'accezione junghiana, ovvero come atteggiamento interiore, che sembra caratterizzare questi Ultimi versi.
(Arthur Rimbaud, Derniers vers, Mémoire)
In Une Saison en Enfer viene rivelata la fonte della sua ispirazione. Infatti Rimbaud scrive:
« Amavo le pitture idiote, sovrapporte, sfondi, tele di saltimbanchi, insegne, miniature popolari ; la letteratura fuorimoda, il latino di chiesa, libri erotici senza ortografia, i romanzi dei nostri avi, racconti di fate, piccoli libri dell'infanzia, opere vecchie, ritornelli ingenui, ritmi ingenui. » 
In questa sezione (Délires) di Une Saison en Enfer appaiono buona parte delle poesie dei Derniers vers... 
- Loin des oiseaux, des troupeaux, des villageoises
- À quatre heures du matin, l'été
- Chanson, de la plus haute tour
- Si j'ai du goût, ce n'est guère
- Le loup criait sous les feuilles
- Elle est retrouvée!
- Ô saisons, ô châteaux!.

Un trasporto meditativo, il divertisemment, sono la nuova ragione che guida l'iter poetico dei Derniers vers, ove traspare un'afasia del linguaggio, vistosamente evidente nel verso onomatopeico del "ia io ia io" degli uccelli ...
      Poi, come rosa e abete del sole

      e liane han qui cinti i loro giochi,

      gabbia della vedovella !...

                                   Quali

      stormi di uccelli, oh ia io, ia io!
Per poi concludere ...
      − Viali senza traffico né commerci,

      muto, tutto dramma e tutto farsa,

      riunione di scene infinite,

      io ti conosco e t'ammiro in silenzio.

## Esegesi critica
Ivos Margoni. Quello dei Derniers vers, si badi, non è però l'universo lussureggiante e spasimante del Bateau ivre; il fantastico, ora, non è esotico, tropicale e pullulante come quello che lacerava le notti del "poeta di sette anni", e non è neanche il solenne messaggio rigeneratore che ci era stato promesso  nella Lettera dell'anno prima. [...] Ma la novità più importante è che Rimbaud ha finalmente trovato, oltre che un mondo ormai protetto dagli attacchi e dalle offese, una lingua. [...] La parola, in sostanza, è un modo d'essere. Non di sentire, ma di pensare per immagini, segni e allusioni; di vedere, non di spiegare. [...] ... ma la grande perizia (direi malizia) consiste non nel proferire truci minacce teoriche, ma nel minare dall'interno le forme prosodiche, ... tramando sottili tradimenti ritmici, provocando allitterazioni sconcertanti e magiche assonanze, ...

## Derniers Vers
Elenco dei testi in lingua francese:
- Mémoire
- Michel et Christine
- Larme
- La Rivière de Cassis
- Comédie de la soif
- Bonne pensée du matin
- Fêtes de la patience
- Jeune ménage
- Bruxelles
- Est-elle almée ?...
- Fêtes de la faim
- Le loup criait sous les feuilles
- Entends comme brame
- Ô saisons, ô chateaux
- Qu’est-ce pour nous, mon cœur
- Honte
- La Chambrée de nuit (solamente in alcune edizioni)